# Torre (Serra da Estrela)
Torre és el punt de més altitud de la Serra da Estrela i també de Portugal Continental, i el segon més alt de Portugal (només la Muntanya del Pico, a Açores, té més altitud, amb 2.351 metres). Aquest punt no és un cim típic de muntanya, sinó el punt més alt d'una serralada. Torre té la característica inusual de ser un lloc accessible per carretera, al final de la qual hi ha una rotonda amb un monument simbòlic de Torre, i un marc geodèsic. Es diu, tot i que no estiga confirmat, que el rei Joan VI a l'inici del segle xix manà erigir ací un monument de pedra, de manera que l'altitud n'arribàs als 2.000 metres.

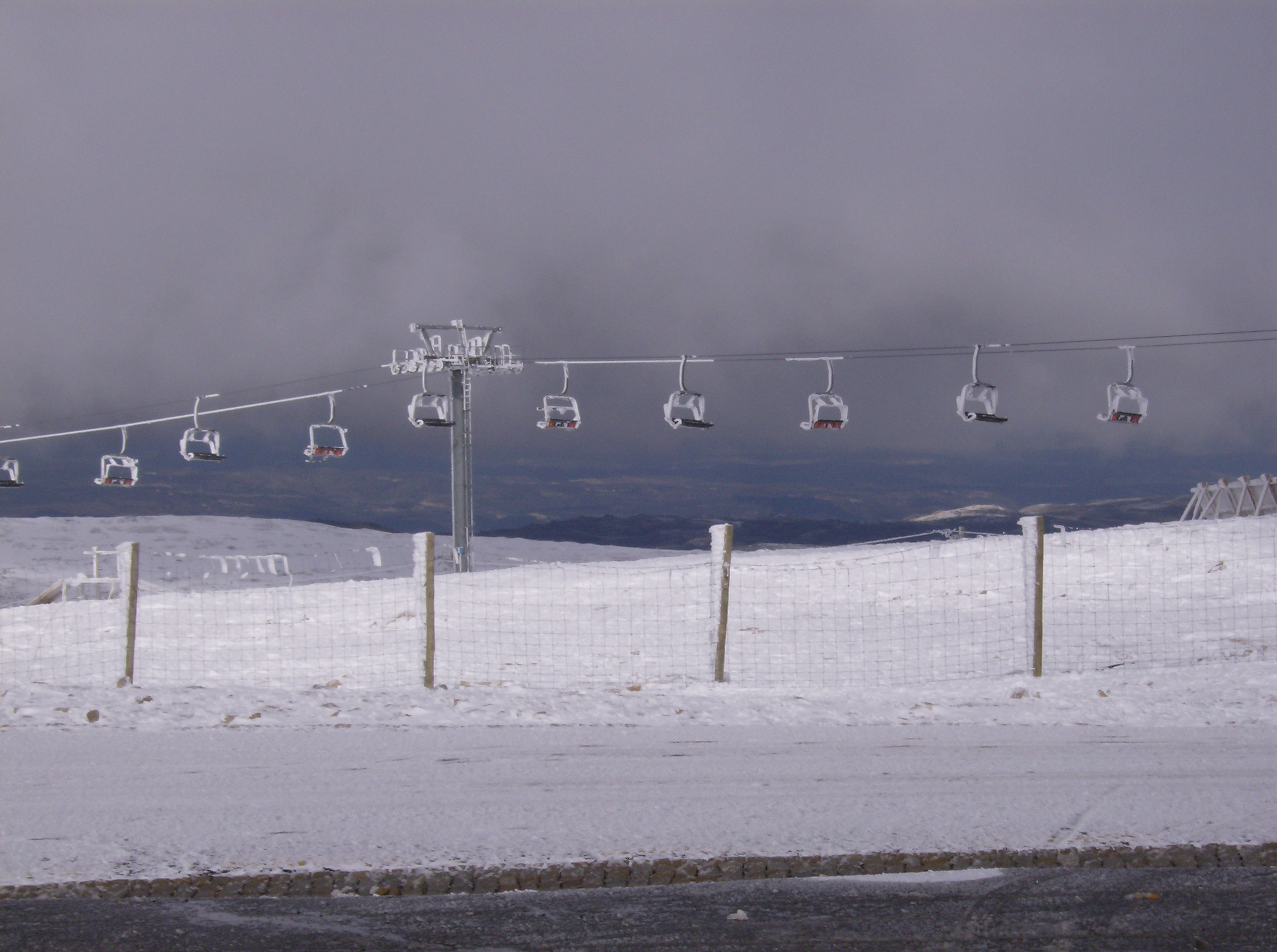
Telecadires de l'estació d'esquí propera a Torre, gener del 2007

El punt se situa al límit de les freguesies de Unhais de la Serra (Covilhã), Sâo Pedro (Manteigas), Loriga (Seia) i Alvoco da Serra (Seia), i és per això que pertany a tres municipis: Covilhã, Manteigas i Seia. Torre també dona nom a la localitat on és situada, la part més alta de la serralada.
L'altitud de Torre és de 1.993 m, d'acord l'Institut Geogràfic de l'Exèrcit. Al punt més elevat se'n construí un marc geodèsic homònim, que assenyala el punt més alt de la serra da Estrela. La prominència topogràfica és de 1.204 m (el cim n'és el Pico d'Almansor, a l'estat espanyol) i l'aïllament topogràfic n'és de 159,17 km.
Hi ha un gran mirador des d'on s'observa una vista les valls encaixades en una zona de contacte entre esquist i granit, retallades per cursos d'aigua.(2) Les temperatures més baixes de Portugal es registren al cim de la serra da Estrela, i arriben als -20 °C a l'hivern.(2)

## Galeria

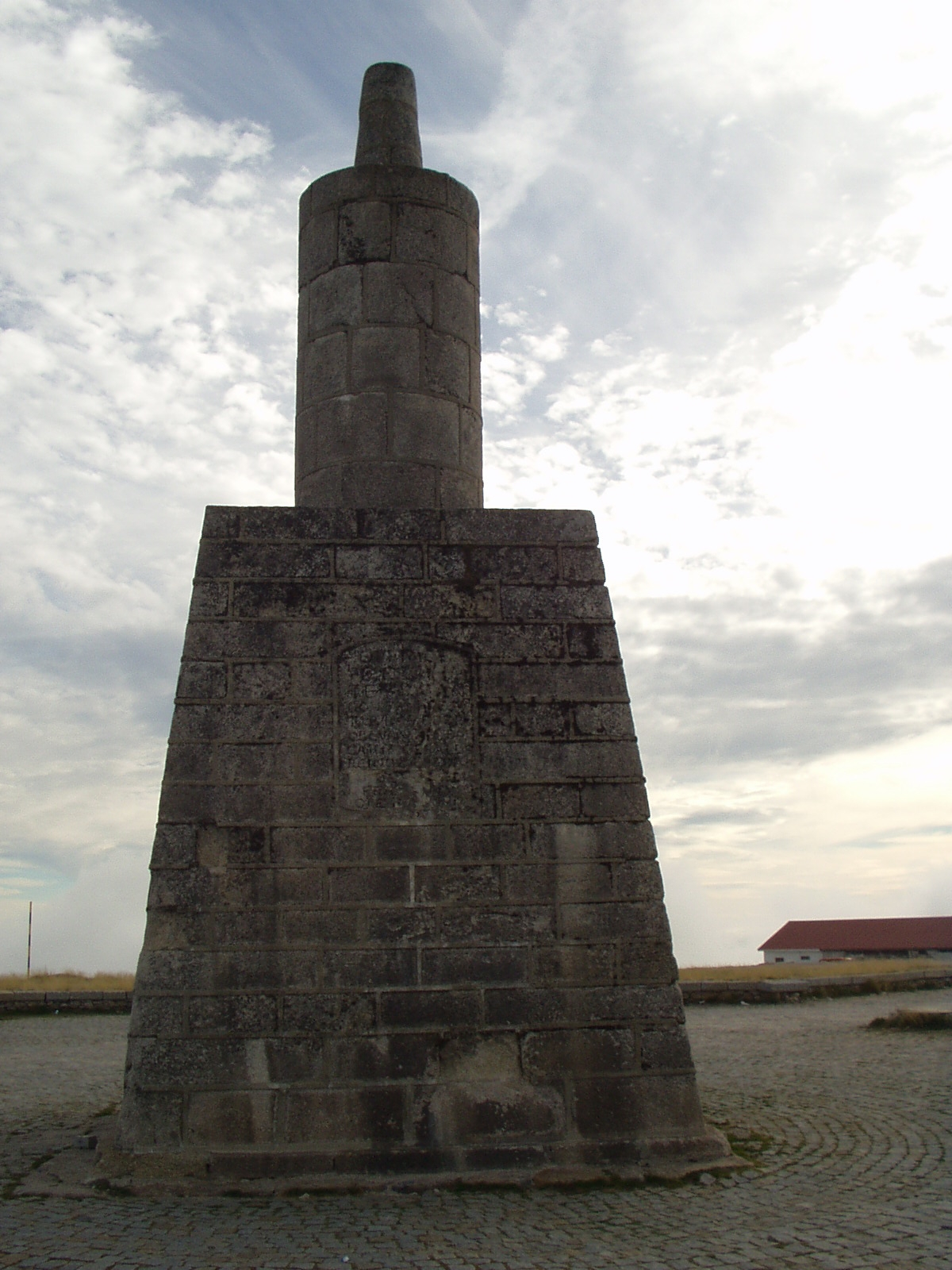
Marc geodèsic
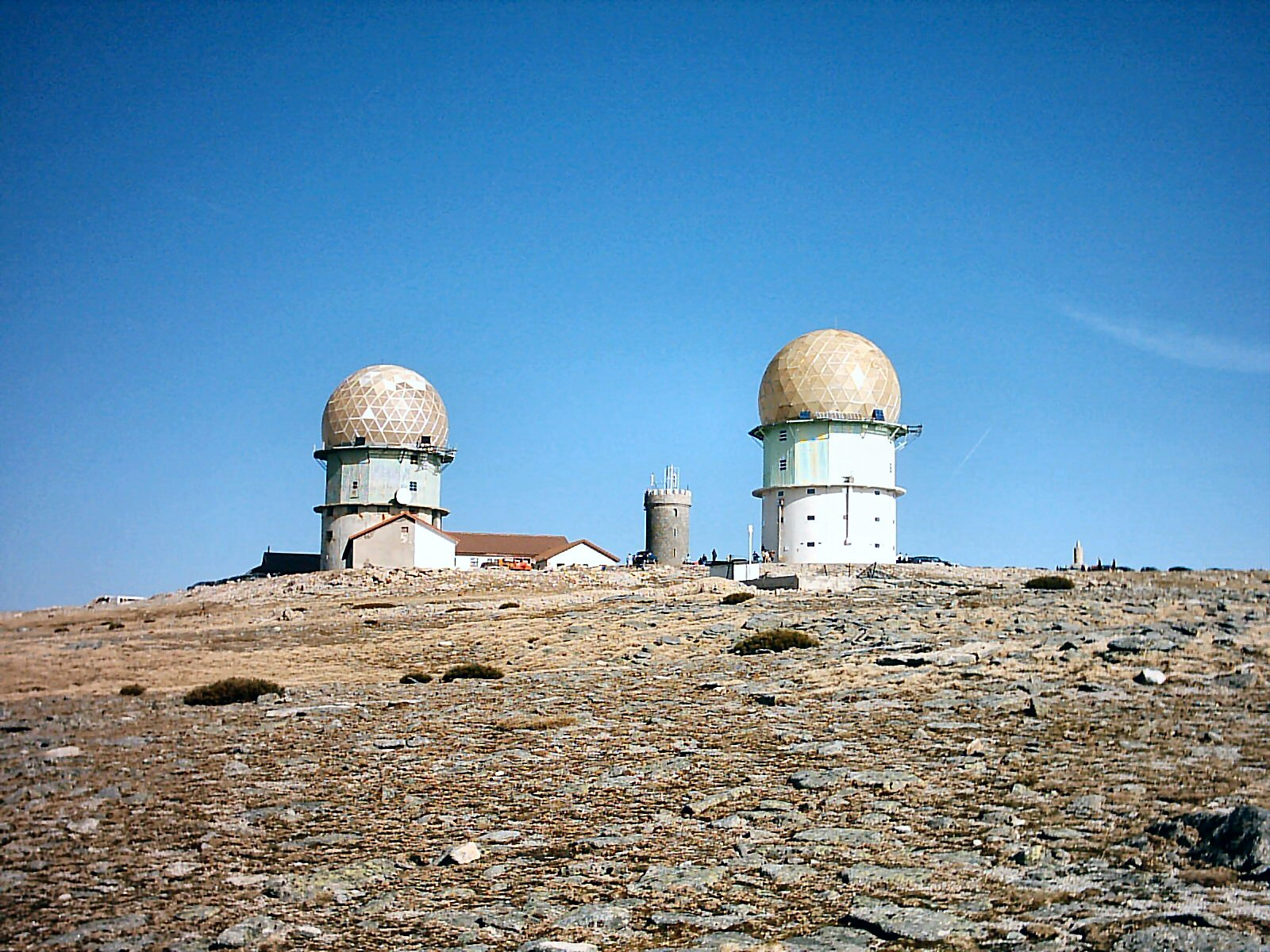
Torre a l'estiu
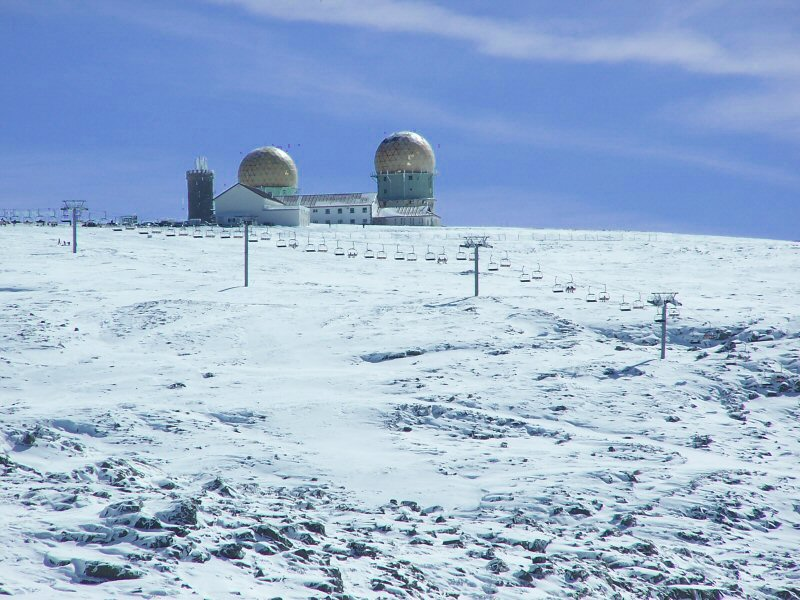
Torre a l'hivern
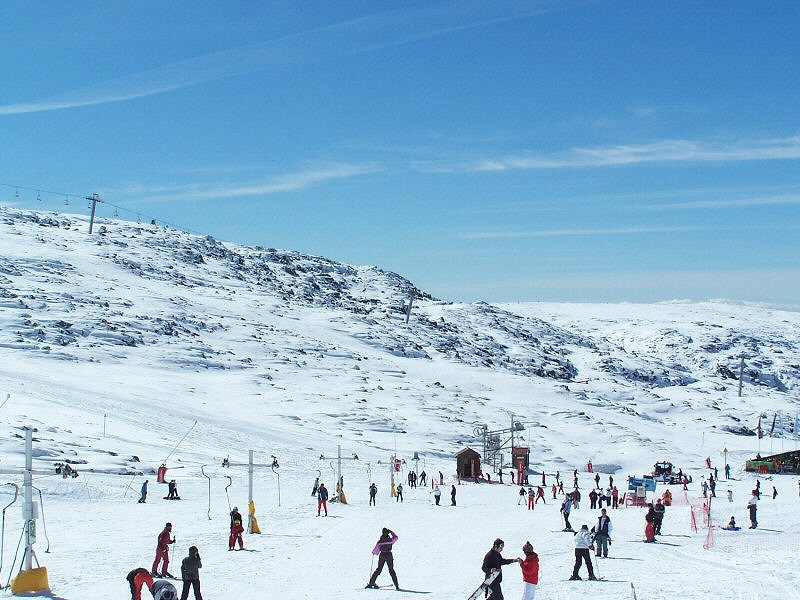
Esquí a Torre
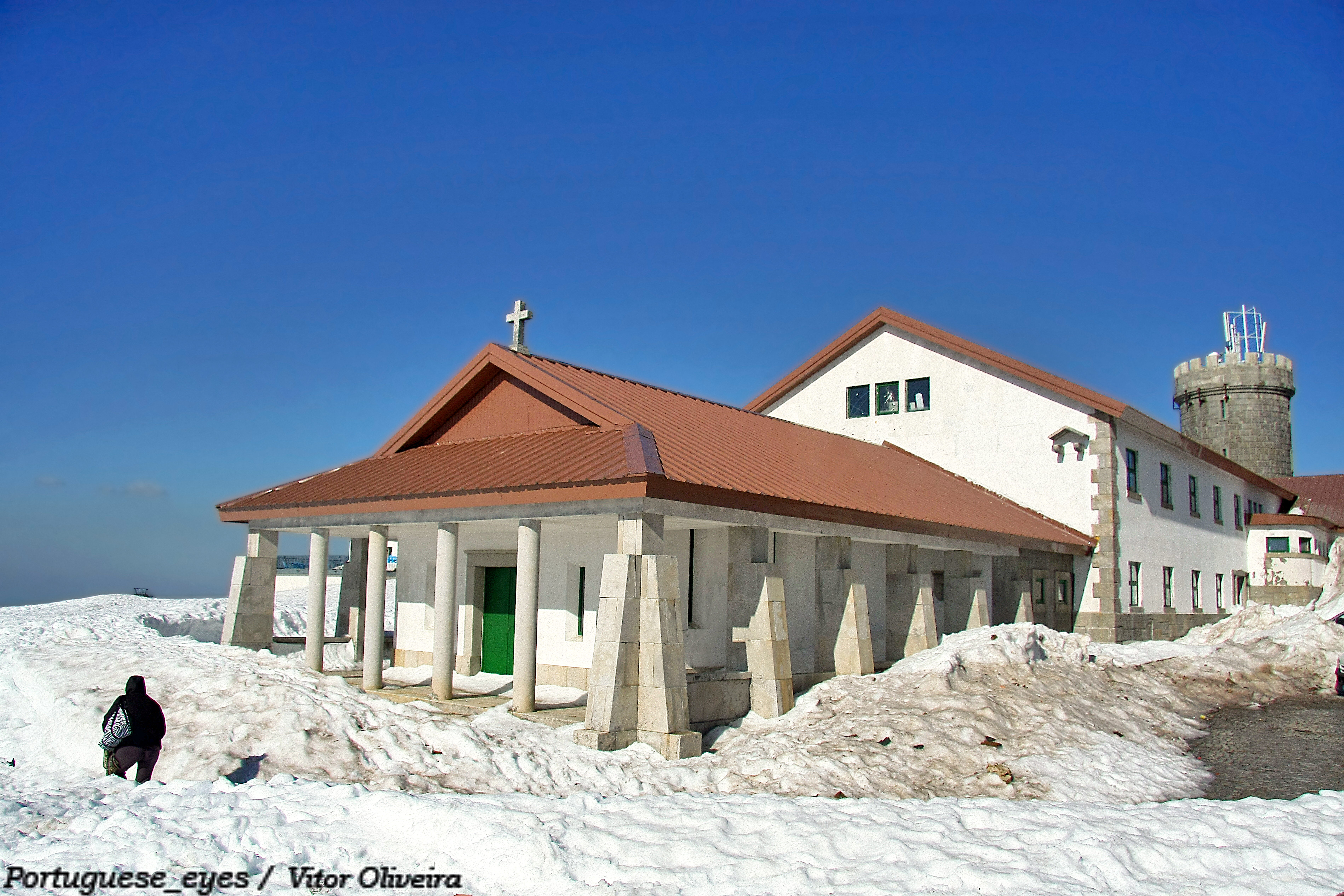
Capella de Nossa Senhora do Ar, a Torre